# Novokouznetsk
Ne doit pas être confondu avec Kouznetsk.
Novokouznetsk (en russe : Новокузнецк, [nəvəkʊzˈnʲɛt͡sk]), litt. « nouveau forgeron » ; en chor : Аба-тура, Aba-tura) est une ville d'importance régionale russe située dans la partie méridionale du bassin du Kouznetsk. Plus vieille ville de l'oblast de Kemerovo-Kouzbass, elle est aussi centre administratif du raïon de Novokouznetsk, sans toutefois en faire partie car étant un okroug urbain au sein de l'oblast. Elle est divisée en six arrondissements. Ses habitants sont appelés les Novokouznetskiens.
Située en Sibérie, dans le district fédéral sibérien, la ville se situe à la confluence de la Kondoma dans la rivière Tom. Fondée en 1618 en tant qu'ostrog, elle est la plus ancienne localité de l'oblast. Kouznetsk est jusqu'à la période soviétique un petit village avant que le premier plan quinquennal ne décide d'y installer une grande usine métallurgique. Le pouvoir soviétique, qui la renomme Novokouznetsk puis Stalinsk en 1932, permet l'essor économique fulgurant de la ville, qui s'étend sur les deux rives avec de nombreuses usines. Ce n'est qu'avec la déstalinisation en 1961 que la ville reprend son nom.
Sa population s'élève en 2023 à 533 565 habitants et elle est le centre de l'agglomération millionnaire du Sud-Kouzbass. Les industries manufacturières représentent aujourd'hui 40 % des emplois et 35 % des entreprises. Elle est un grand centre universitaire et plus largement culturel. La forteresse de Kouznetsk, restaurée sous la période soviétique, est le principal site touristique.

## Géographie

### Situation
Novokouznetsk est situé dans l'oblast de Kemerovo-Kouzbass, un oblast russe au centre de la Sibérie. La ville fait ainsi partie du district fédéral sibérien, se situant à 304 km au sud-est de Novossibirsk, la capitale du district, ainsi qu'à 3 120 km de Moscou.
La ville, comme tout l'oblast, est située dans le fuseau horaire MSK+3 (heure de Krasnoïarsk). Le décalage horaire appliqué par rapport au temps universel coordonné est +07:00. La ville proprement dite, incorporée dans l'oblast sous le nom d’okroug urbain de Novokouznetsk, dans ses limites actuelles, couvre une superficie de 424 km2.

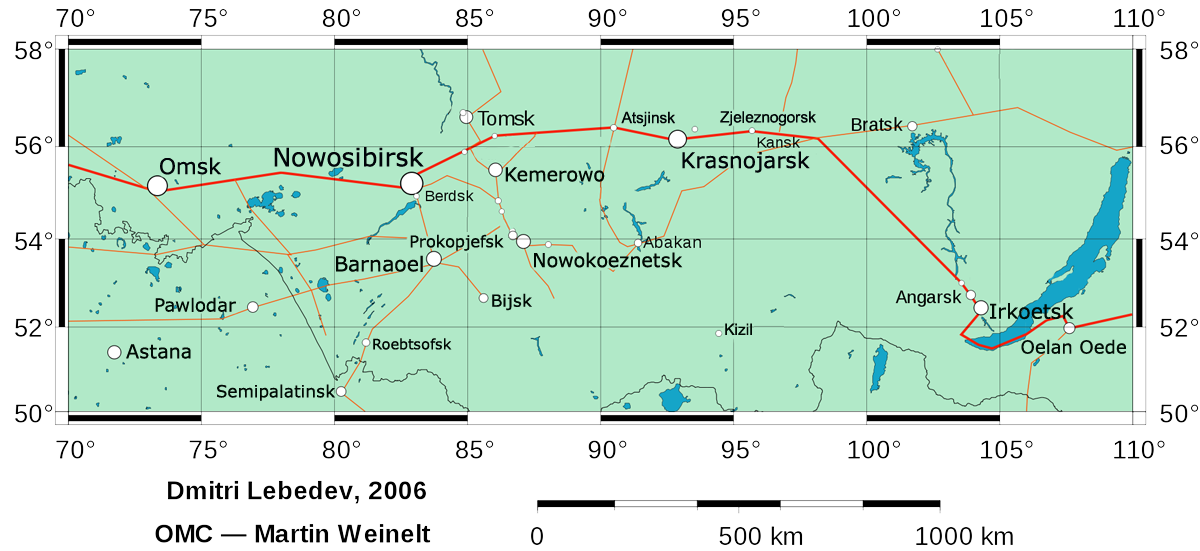
Carte des principales villes du centre de la Sibérie - "Novokouznetsk" est ici translittéré en "Nowokoeznetsk"

### Hydrographie
La ville est située dans le bassin de la rivière Tom, la principale voie navigable de l'oblast. Plusieurs cours d'eau coulent sur son territoire, dont la Tom ainsi que ses affluents. Les principaux affluents du Tom dans la ville sont la Kondoma, l'Aba, la Gorbounikha, la Konobenikha, le Petrik, l'Ossinovka, la Droujinina, la Kommounarka, la Tchesnokovka, la Baïdaevka, Koulianovka, la Rouchpaïka ainsi que d'autres petites rivières et ruisseaux.

### Climat
| Mois                                  | jan.       | fév.       | mars       | avril      | mai       | juin      | jui.     | août      | sep.      | oct.      | nov.       | déc.     | année      |
| ------------------------------------- | ---------- | ---------- | ---------- | ---------- | --------- | --------- | -------- | --------- | --------- | --------- | ---------- | -------- | ---------- |
| Température minimale moyenne (°C)     | −18,5      | −16,7      | −10        | −1,8       | 5,8       | 11,1      | 13,7     | 11,2      | 5,3       | −0,6      | −9,5       | −16,5    | −2,2       |
| Température moyenne (°C)              | −15,2      | −13        | −5,9       | 2,8        | 11,5      | 16,4      | 18,8     | 16,4      | 9,9       | 2,9       | −6,7       | −13,2    | 2,1        |
| Température maximale moyenne (°C)     | −11,1      | −8         | −0,7       | 8,5        | 18,3      | 22,7      | 24,8     | 22,7      | 15,9      | 7,9       | −2,9       | −9,1     | 7,4        |
| Record de froid (°C) date du record   | −47,7 2001 | −42,2 1957 | −33,9 1961 | −26,1 1969 | −8,9 1960 | −1,4 2007 | 2,2 1970 | 0,2 2007  | −6,1 1969 | −23 1976  | −37,7 1987 | −40 1976 | −47,7 2001 |
| Record de chaleur (°C) date du record | 4,1 1997   | 7,2 2002   | 18,3 1989  | 28,5 1997  | 34,8 2004 | 35 1977   | 36 1975  | 35,9 2002 | 31 2010   | 24,3 2010 | 15,1 2001  | 7,3 1996 | 36 1975    |
| Précipitations (mm)                   | 24         | 18         | 16         | 26         | 38        | 54        | 69       | 56        | 36        | 42        | 38         | 30       | 447        |
| Humidité relative (%)                 | 81         | 78         | 74         | 66         | 60        | 68        | 73       | 75        | 75        | 77        | 82         | 82       | 74         |
| Nombre de jours avec neige            | 20         | 18         | 15         | 11         | 2         | 0,03      | 0        | 0         | 1         | 11        | 19         | 23       | 120        |
| Nombre de jours d'orage               | 0          | 0          | 0          | 0,4        | 3         | 8         | 10       | 6         | 1         | 0,1       | 0,1        | 0,1      | 29         |
| Nombre de jours avec brouillard       | 3          | 3          | 2          | 2          | 1         | 3         | 7        | 9         | 7         | 3         | 3          | 3        | 46         |

| Diagramme climatique                                  |           |           |           |           |            |            |            |           |           |            |             |
| J                                                     | F         | M         | A         | M         | J          | J          | A          | S         | O         | N          | D           |
| −11,1−18,524                                          | −8−16,718 | −0,7−1016 | 8,5−1,826 | 18,35,838 | 22,711,154 | 24,813,769 | 22,711,256 | 15,95,336 | 7,9−0,642 | −2,9−9,538 | −9,1−16,530 |
| Moyennes : • Temp. maxi et mini °C • Précipitation mm |           |           |           |           |            |            |            |           |           |            |             |

### Milieux naturels et environnement
Les forêts à l'intérieur des limites de la ville occupent 7800 hectares en 2017, soit environ 20 % du territoire de la ville, dont la majeure partie est constituée de plantations artificielles. Plusieurs sites naturels existent, parmi lesqules Krasnaïa Gorka, la montagne Messerschmidt et les montagnes du Faucon.
La ville est la quatrième de Russie (derrière Norilsk, Tcherepovets et Lipetsk) par émissions de polluants dans l'atmosphère à partir de source fixe en 2021, avec 1 719,4 mille tonnes cette année là. Cela fait 494,8 kg de polluants par habitant. Plus de 2 000 sources fixes d'émissions de polluants se situent dans la ville. Les émissions de la production métallurgique contribuent à 90 % au volume total de pollution dans la ville.

## Urbanisme

### Occupation des sols
| Répartition                                                | 2010  |  | 2023  | % |
| ---------------------------------------------------------- | ----- |  | ----- | - |
| Zones résidentielles                                       | 4545  |  | 7145  |   |
| Zones publiques et commerciales                            | 877   |  | 1190  |   |
| Industries                                                 | 6178  |  | 6178  |   |
| Espaces publics                                            | 2860  |  | ?     |   |
| Transports, communications, services publics               | 1334  |  | ?     |   |
| Zones agricoles                                            | 5991  |  | 5160  |   |
| Insatllations militaires et autres installations sensibles | 38    |  | 38    |   |
| Autres                                                     | 22250 |  | 22716 |   |
| Total                                                      | 44073 |  | 42427 |   |

### Voies de communication et transports

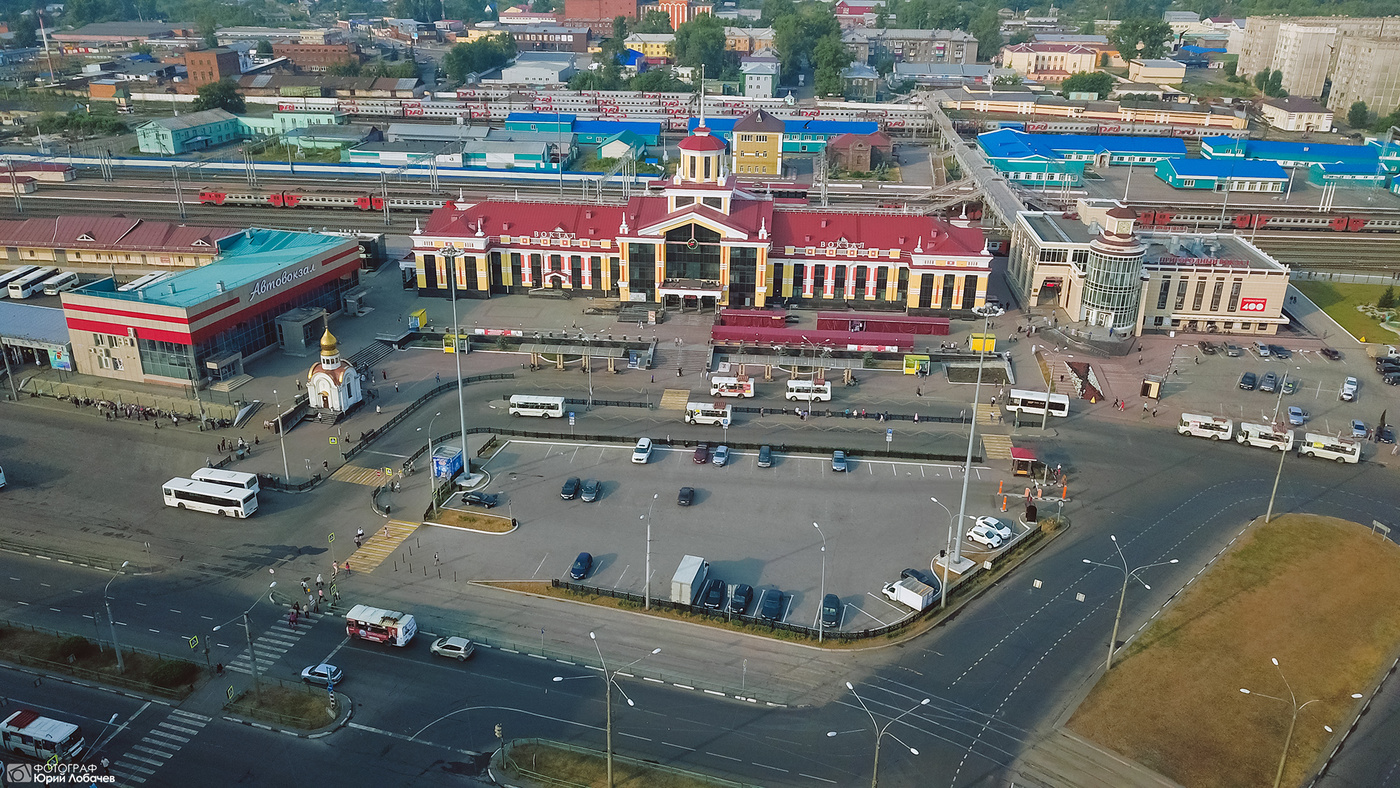
Place de la gare.

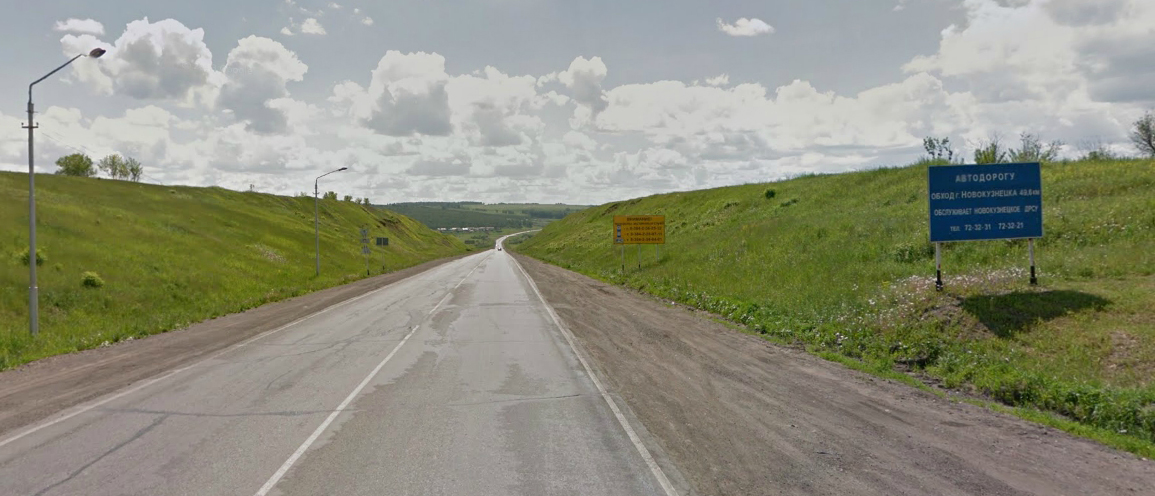
Contournement de Novokouznetsk.

En termes de transport, la ville possède un contournement de Novokouznetsk (ru) (NKAD - R366), long de 50 kilomètres, qui contourne la ville par le sud. Elle relie la 32K-445 à la 32K-2, cette dernière qui prolonge la route vers Mejdouretchensk. Plusieurs sorties se trouvent sur le contournement, qui, en plus de desservir Novokouznetsk, desservent des routes vers le sud de l'oblast (vers Tachtagol, Cheregech, etc.). Mais l'axe le plus important qui dessert la ville est la voie rapide Kemerovo-Novokouznetsk (32K-445), qui permet en 1 heure 40 de rallier Kemerovo depuis Novokouznetsk, en desservant les principales villes du Kouzbass. La route finit à une quinzaine de kilomètres à l'ouest de la ville, à Kalatchevo.

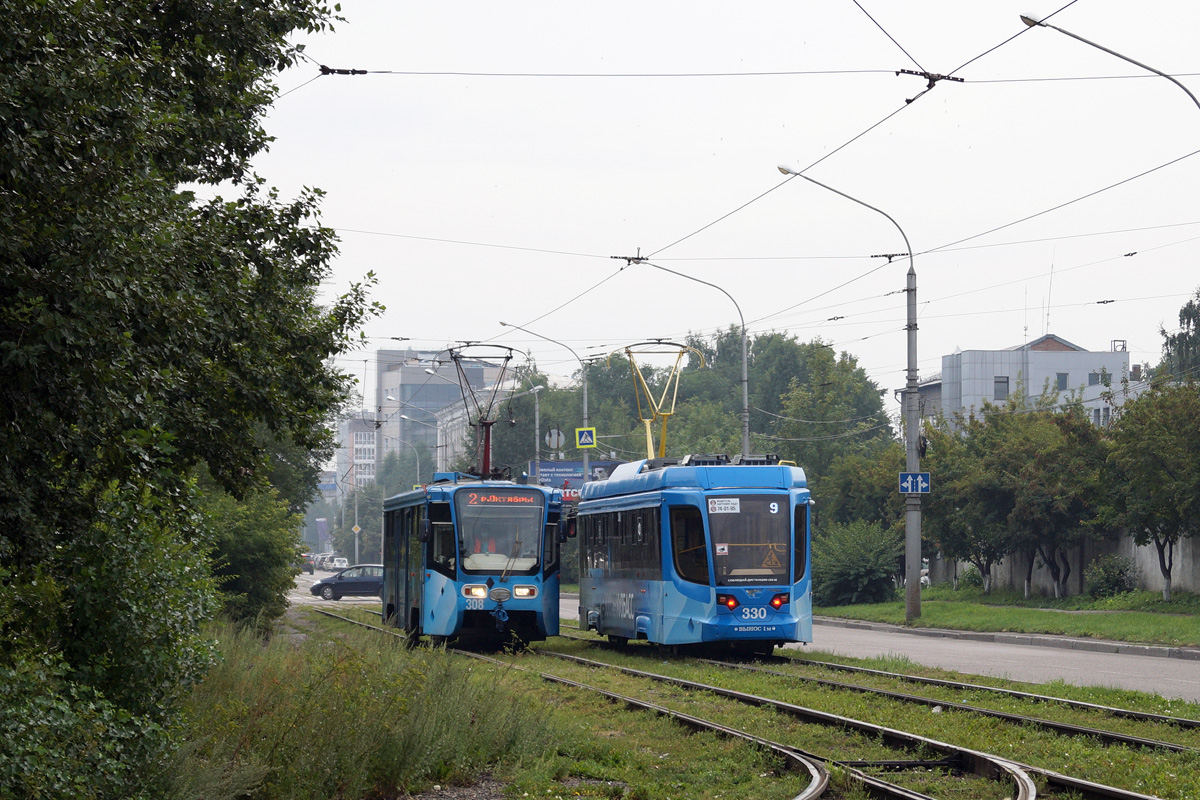
Deux tramways à Novokouznetsk.

Il y a aussi un aéroport, l'aéroport de Spitchenkovo (en), à une quinzaine de kilomètres à l'ouest de la ville. Elle partage l'aéroport avec la ville voisine de Prokopievsk. Pour le transport ferroviaire, il y a quatre gares, dont la principale, celle de Novokouznetsk (ru). Il y a aussi une gare routière (ru). Dans la ville, il y a un réseau d'autobus (ru), un réseau de trolleybus (ru) ainsi qu'un réseau de tramway.

## Toponymie
Fondé en 1618 sous le nom de fort de Kouznetski Ostrog sur la rive droite de la rivière Tom, Kouznetsk signifie « forge ». Le nom est dû au fait que la forge était assez courante parmi la population indigène de ces endroits : les Chors du Nord. Dans les documents russes du XVIIe siècle, les Chors locaux sont appelés « peuple de Kouznetsk » ou « Tatars de Kouznetsk », et leur zone de résidence est donc appelée « Kouznetskaya Zemlia » (Terre de Kouznetsk). La colonie issue du fort s'appelait Kouznetsk ou Kouznetsk-Sibirski (Kouznetsk-de-Sibérie littéralement) pour la distinguer de la ville de Kouznetsk dans le gouvernement de Penza, fondée en 1780,.
En 1929, à l'occasion du début de la construction de l'usine métallurgique de Kouznetsk, le village de Sad-Gorod est apparu sur la rive gauche du Tom, et en 1931 il a été rebaptisé ville de Novokouznetsk, soit littéralement Nouveau-Kouznetsk. La gare de Kouznetsk a été rebaptisée gare de Novkouznetsk le 31 janvier 1931. En 1932, Novokouznetsk a été rebaptisé Stalinsk. En 1939, la vieille-ville de Kouznetsk y fut annexée, après quoi la ville unie fut pendant un certain temps appelée Stalinsk-Kouznetsk, puis à nouveau Stalinsk. Lors de la déstalinisation en novembre 1961, le nom de la ville fut restitué à Novokouznetsk,.

## Histoire

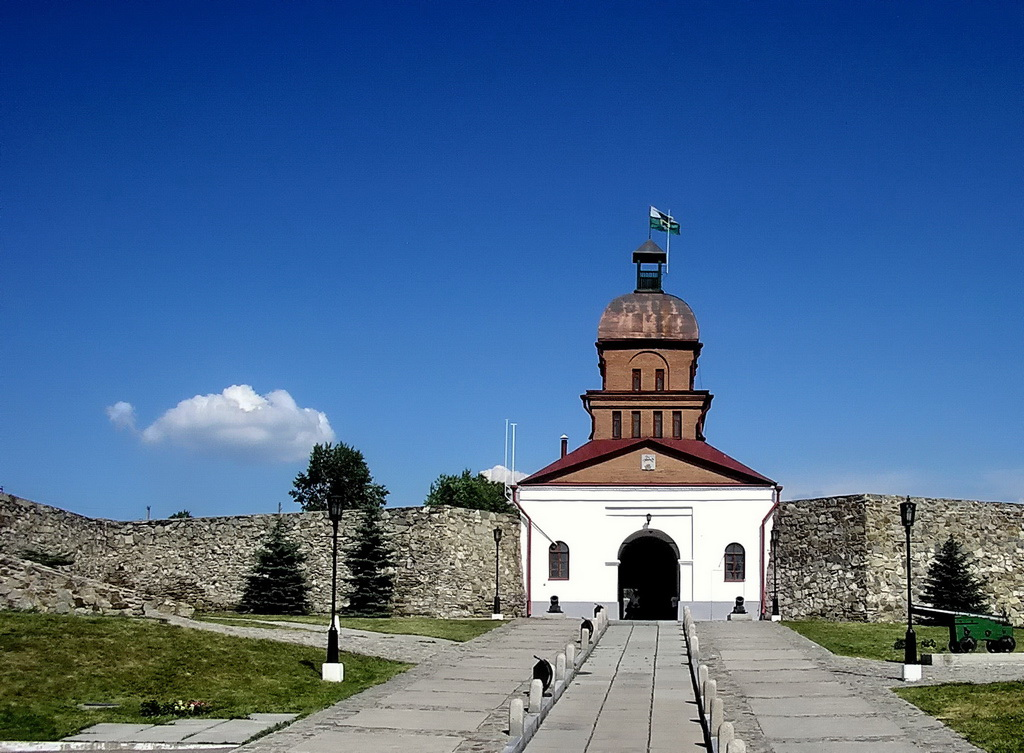
Forteresse de Kouznetsk.

Les Cosaques créèrent cet avant-poste sur la rivière Tom en 1618. Il fut longtemps appelé fort militaire de Kouznetsk. Il était à cette époque l'avant-poste le plus méridional du tsarat de Russie en Sibérie. Deux ans plus tard, le fort est déplacé sur la haute rive droite de la rivière Tom, à un endroit plus avantageux. Dans les années 1680, Kouznetsk acquiert le statut de ville.
En 1804, la ville devient une partie du gouvernement de Tomsk en tant que centre administratif de l'ouïezd de Kouznetsk du gouvernement.
C'est dans cette localité que l'écrivain Dostoïevski épousa Maria Dmitrievna Issaïeva en 1857.
Au début du XXe siècle, Kouznetsk était une petite localité endormie et, ni la révolution ni la guerre civile ont eu un effet important sur sa situation économique. En 1914, le village de Sad-Gorod est apparu sur la rive gauche du Tom. Kouznetsk était peuplée de 4 000 habitants à peine (recensement de 1926) lorsque le premier plan quinquennal en fit un centre minier et y établit un grand complexe sidérurgique, le Combinat métallurgique de Kouznetsk (KMK). Le bassin houiller du Kouzbass fournissait le charbon tandis que le minerai de fer venait de l'Oural.
En 1931, Sad-Gorod prend le nom de Novokouznetsk alors que le village se dote de l'usine métallurgique de Kouznetsk. Au début de l'année 1932, Kouznetsk et Novokouznetsk fusionnent en Novokouznetsk, et le 5 mai 1932, Novokouznetsk prit le nom de Stalinsk. D'autres industries lourdes (métallurgie des non ferreux, chimie) furent développées dans la ville qui connut une expansion fulgurante. En 1964, un second complexe sidérurgique, le Combinat métallurgique de Sibérie occidentale (ZapSib) fut construit au nord de la ville.
En novembre 1961, la ville reprit son nom de Novokouznetsk.

## Politique et administration

### Statut
Novokouznetsk est du point de vue administratif une ville d'importance régionale de l'oblast de Kemerovo. Du point de vue municipal, c'est un okroug urbain de celui-ci.

### Division administratives

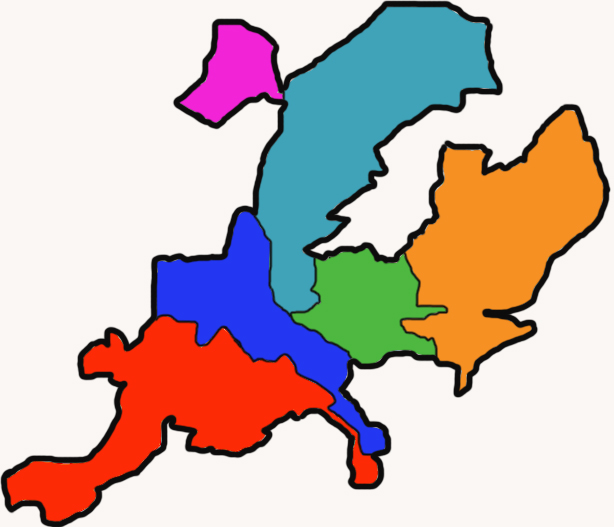
Arrondissements de la ville.

La ville se compose de six raïons intra-urbains, qui ne sont pas des communes:
| Arrondissement | Superficie, km² | Population (2021) |
| -------------- | --------------- | ----------------- |
| Usine          | 109,10          | 92 620            |
| Kouznetsk      | 36,11           | 46 932            |
| Kouïbychev     | 92,49           | 75 174            |
| Novoélie       | 22,49           | 77 593            |
| Ordjonikidze   | 95,62           | 78 533            |
| Central        | 66,52           | 166 628           |

### Jumelages
| Ville | Ville        | Pays | Pays       | Période     |
| ----- | ------------ | ---- | ---------- | ----------- |
|       | Haïfa        |      | Israël     |             |
|       | Nijni Taguil |      | Russie     | depuis 2005 |
|       | Pittsburgh   |      | États-Unis |             |

### Agglomération
Le 14 avril 2022, l'assemblée législative de l'oblast a approuvé la création de l'agglomération du Sud-Kouzbass. Novokouznetsk est le centre de l'agglomération d'1,2 million de personnes. Plus de 90 % de sa population vit en zones urbaines, et elle regroupe 378 localités.

## Population et société

### Démographie
Recensements (*) ou estimations de la population,:
| 1897* | 1926* | 1931   | 1939*   | 1959*   | 1970*   | 1979*   | 1989*   |
| ----- | ----- | ------ | ------- | ------- | ------- | ------- | ------- |
| 3 117 | 4 000 | 45 000 | 165 666 | 376 730 | 499 183 | 541 356 | 599 947 |

| 2002*   | 2010*   | 2012    | 2013    | 2017    | 2021*   | 2023    | - |
| ------- | ------- | ------- | ------- | ------- | ------- | ------- | - |
| 549 870 | 547 904 | 549 589 | 549 182 | 552 445 | 537 480 | 533 565 | - |

### Criminalité
En 2022, Novokouznetsk enregistrait 9 878 crimes et délits, soit 21,0 % de tous ceux de l'oblast de Kemerovo. Il y avait 18,8 crimes pour 1000 habitants en 2021. Les délits commis en état d’ébriété représentent à eux seuls 1 314 délits.

### Enseignement

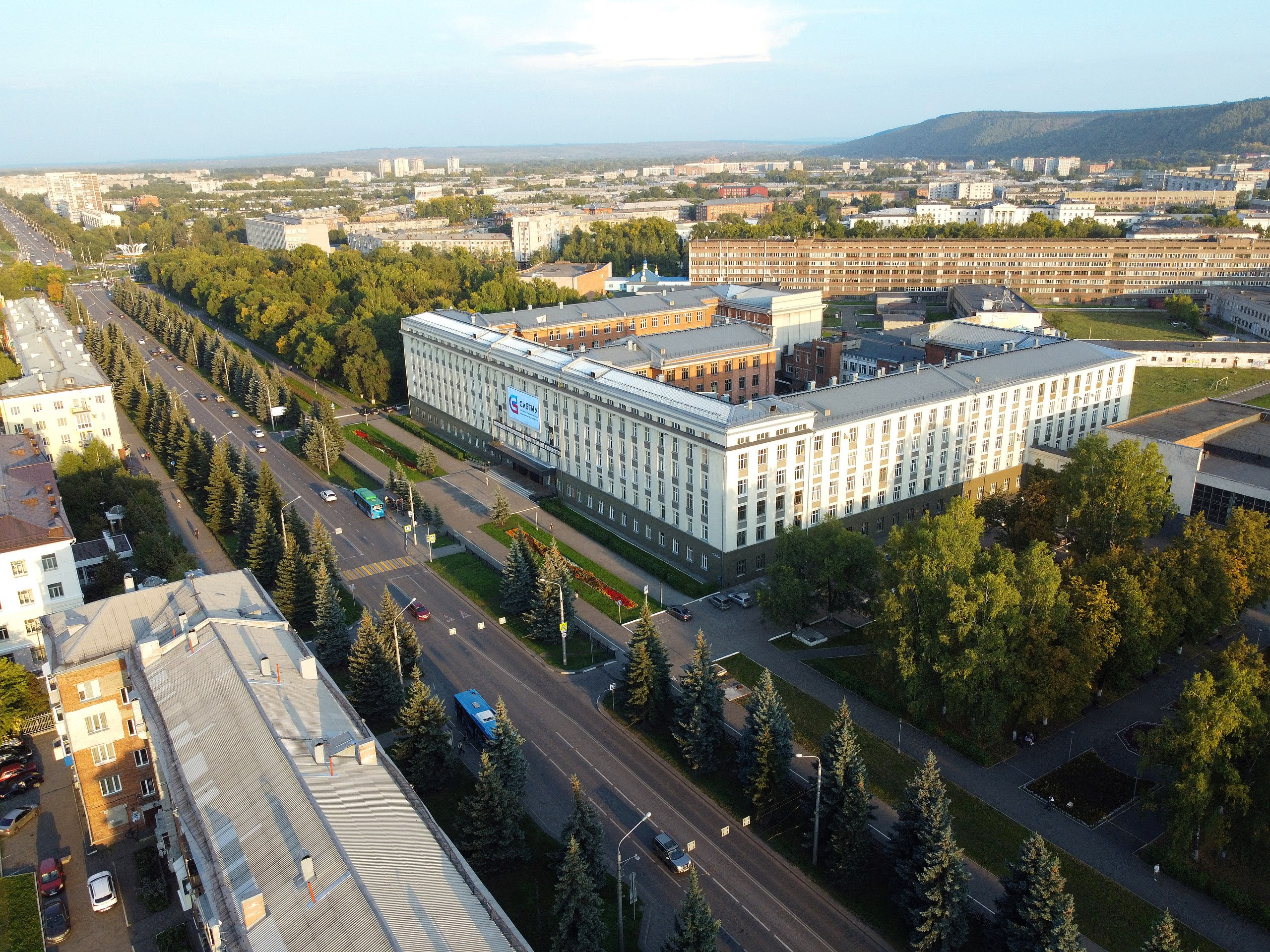
Université industrielle d'État de Sibérie.

La ville de Novokuznetsk dispose d'un réseau développé d'organisations éducatives de différents types. Elle détient au total  166 établissements d'enseignement préscolaire, 71 établissements de santé pour enfants et 90 établissements d'enseignement général. L'enseignement complémentaire est lui représenté par 16 établissements d'enseignement, 12 institutions sportives et 10 organisations subordonnées au département culturel de l'administration municipale de Novokuznetsk .
En 2017, l'enseignement supérieur novokouznetskien comprend 4 établissements d'enseignement supérieur financés par l'État fédéral, dont deux sont des branches d'universités régionales. Le nombre total d'étudiants dans les programmes de licence, de spécialisation et de master est de 14 196 personnes. Les universités proposent un large éventail de domaines de formation dans l'éducation, l'ingénierie, les technologies, les mathématiques et sciences naturelles, la sociologie, entre autres. Le supérieur emploie 1 369 personnes dans la ville.

### Santé
En 2017, le système de santé public de la ville comprend 11 hôpitaux, 2 hôpitaux spécialisés, 6 cliniques, 4 dispensaires, 2 orphelinats, 1 centre spécialisé une station d'ambulance et de transfusion sanguine, un sanatorium pour enfants ainsi que 4 organisations médicales de type spécial. La ville possède 5 274 lits dans ses établissements publics, auxquels s'ajoutent de 220 lits pour nouveau-nés dans les maternités et 181 lits de soins intensifs. Chaque année, les établissements soignent environ 121 000 personnes. En 2017, 2 559 médecins travaillent dans les organisations médicales publiques ou privées de la ville ainsi que 6 318 personnels paramédicaux. Parmi eux, 1 914 médecins travaillent dans les établissements de santé publics et 4 928 personnels paramédicaux.
Les principales causes de mortalité dans la ville sont les maladies respiratoires, et l'incidence de la tubercolose dans la ville est élevée.

### Sports

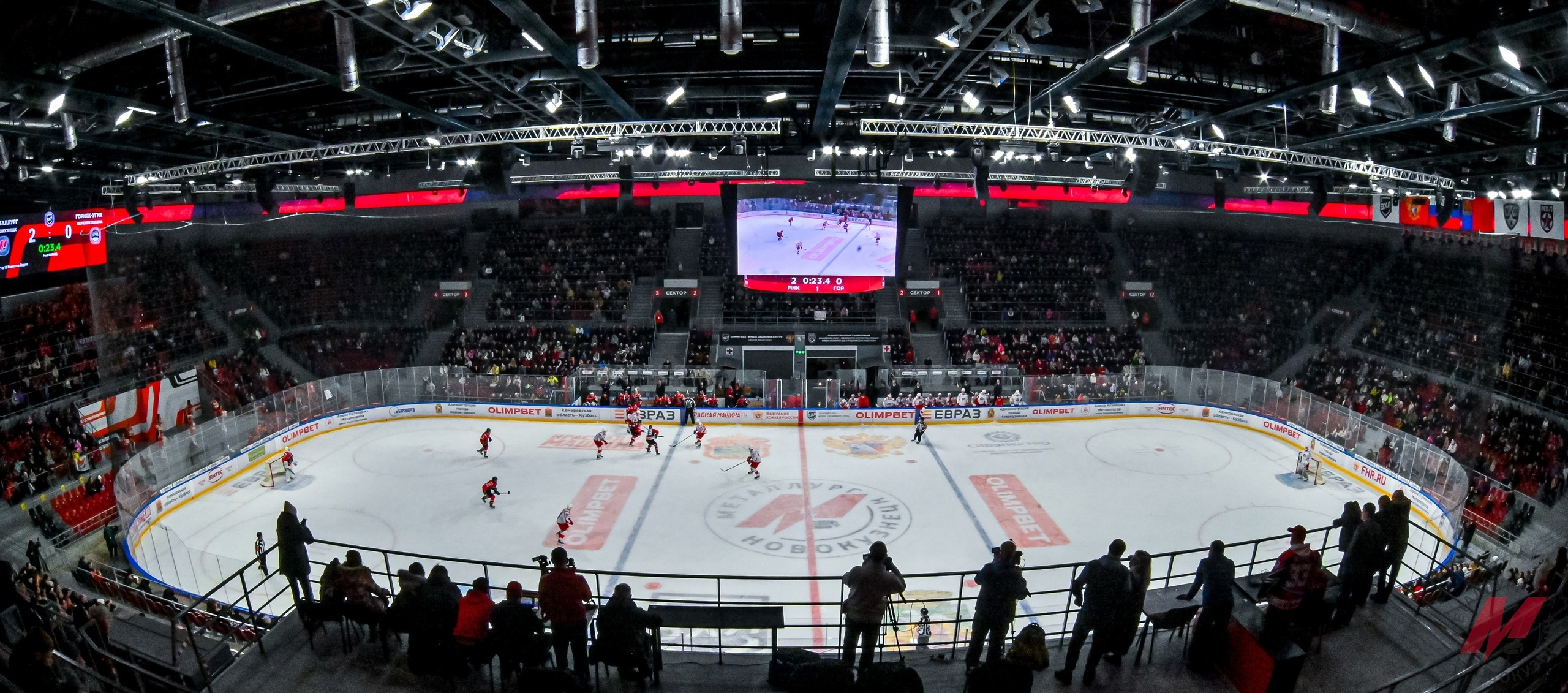
Palais des sports Kouznetskik Metallourgov.

La ville dispose d'une infrastructure sportive assez développée, avec fin 2022, 1 100 installations sportives d'une capacité totale simultanée 29 800 personnes. Les installations se répartissent en 4 stades avec tribunes de 1 500 places ou plus, 527 installations sportives plates, 154 gymnases, 17 piscines, 5 installations pour les sports de tir, 4 installations sportives couvertes avec glace artificielle, 2 arènes, etc. 895 installations sportives appartenant à la municipalité, soit 81,4 % du nombre total. Chaque année, dans la ville de Novokuznetsk, environ 1 000 événements sportifs sont tenus, auxquels participent plus de 60 000 personnes. Les sports les plus pratiqués sont le basket-ball, l'escalade, le football, la gymnastique, le hockey, le karaté, la lutte gréco-romaine, la lutte, le rugby, le sambo et le ski alpin.
- Le FK Novokouznetsk est un club de football de Novokouznetsk.
- Le Metallourg Novokouznetsk est une équipe de hockey sur glace de Novokouznetsk.
- Le Novokouznetsk Rugby est un club de rugby à XV de Novokouznetsk.

## Économie
Après la dislocation de l'Union soviétique, les deux grandes usines sidérurgiques de Novokouznetsk, le Combinat métallurgique de Novokouznetsk (NKMK) et l'usine ZapSib furent privatisées. Elles dépendent aujourd'hui du groupe Evraz, premier producteur d'acier de Russie, et emploient environ 70 000 travailleurs dans la ville.
Novokouznetsk et ses environs sont une des régions les plus polluées au monde, tant par le rejet de métaux lourds par les cheminées des usines métallurgiques que par la combustion du charbon dans les centrales thermiques ou les rejets de matières toxiques dans le sol ou la rivière Tom.
Les mines de charbon de Novokouznetsk ont connu plusieurs catastrophes ces dernières années, dues à des coups de grisou :
- le 9 février 2005 : explosion dans la mine Essaoulskaïa, 25 morts[22].
- le 19 mars 2007, une explosion dans la mine Oulianovskaïa, la plus grande de la région, fit 106 victimes[23].
- le 24 mai 2007, dans la mine Ioubileïnaïa, un autre accident entraîna la mort de 38 mineurs[24].

Ces deux dernières mines dépendant de l'union « Ioujkouzbassougol », qui appartient pour moitié au groupe Evraz.

### Revenus de la population
Selon les estimations de 2017, le revenu mensuel moyen par habitant de la ville était de 25 062,7 roubles, avec une augmentation de 10,3 % par rapport au niveau de 2013.
Le salaire moyen dans la ville en 2017 est supérieur à la moyenne de l'oblast de Kemerovo, et il s'élève à la fin de 2017 s'élevait à 36 887 roubles. Les trois secteurs payant le mieux sont l'exploitation minière, où il est de 55 541 roubles, les activités financières où il s'élève à 43 532 roubles et la production métallurgique où il est de 39 623 roubles. Les secteurs payant le moinns sont l'hôtellerie et la restauration, avec 14 546 roubles en moyenne, ainsi que les activités immobilières, avec 35 128 roubles.

### Emplois
Début 2023, le nombre de personnes employées dans l'économie était de 254 000 personnes, tandis que le nombre d'employés des organisations (municipales, régionales, étatiques) de la ville de Novokouznetsk était de 204 800 personnes. Le secteur des grandes et moyennes entreprises, qui fournit l'essentiel de la main-d'œuvre, comprend 123 400 personnes (soit 60,3 % du total). Le nombre d'employés des petites entreprises (y compris les microentreprises) s'élevait à 35 200 personnes (soit 17,2 %), tandis que le nombre de personnes dans l'entrepreneuriat individuel était de 46 000 personnes (soit 22,5 %).
| Répartition | 2022 (%) |
| --- | -------- |
| Agriculture, foresterie, chasse, pêche et pisciculture                                                                                             | 0,1      |
| Exploitation minière | 4,3      |
| Industries manufacturières | 40,7     |
| Fourniture d'électricité, de gaz et de vapeur; climatisation                                                                                       | 1,7      |
| Approvisionnement en eau; évacuation de l'eau, organisation de la collecte et de l'élimination des déchets, activités de lutte contre la pollution | 1,1      |
| Construction | 4,8      |
| Commerce de gros et de détail; réparation de véhicules et de motos                                                                                 | 11,8     |
| Transport et stockage | 5,6      |
| Hôtellerie et restauration | 1,1      |
| Information et communications | 0,7      |
| Activités immobilières | 4,9      |
| Activités professionnelles, scientifiques et techniques                                                                                            | 1,6      |
| Activités administratives et services complémentaires associés                                                                                     | 1,6      |
| Administration publique et armée ; sécurité sociale                                                                                                | 3,3      |
| Éducation | 7,1      |
| Services de santé et services sociaux | 6,1      |
| Activités culturelles, sportives, de loisirs et de divertissement                                                                                  | 0,9      |
| Prestation d'autres types de services | 2,6      |
| Total | 100      |

### Entreprises
| Répartition | 2022 (%) |
| --- | -------- |
| Agriculture, foresterie, chasse, pêche et pisciculture                                                                                             | 0,1      |
| Exploitation minière | 13,5     |
| Industries manufacturières | 35,2     |
| Fourniture d'électricité, de gaz et de vapeur; climatisation                                                                                       | 4,4      |
| Approvisionnement en eau; évacuation de l'eau, organisation de la collecte et de l'élimination des déchets, activités de lutte contre la pollution | 6,4      |
| Construction | 0,9      |
| Commerce de gros et de détail; réparation de véhicules et de motos                                                                                 | 34,8     |
| Transport et stockage | 1,8      |
| Hôtellerie et restauration | 0,2      |
| Information et communications | 0,3      |
| Activités financières et d'assurance | 0,2      |
| Activités immobilières | 0,5      |
| Activités professionnelles, scientifiques et techniques                                                                                            | 0,2      |
| Activités administratives et services complémentaires associés                                                                                     | 0,1      |
| Administration publique et armée ; sécurité sociale                                                                                                | 0,2      |
| Éducation | 1,0      |
| Services de santé et services sociaux | 0,1      |
| Activités culturelles, sportives, de loisirs et de divertissement                                                                                  | 0,1      |
| Prestation d'autres types de services | 100      |
| Total | 100      |

## Culture locale et patrimoine

### Monuments
La ville de Novokouznetsk possède, selon le décompte du Comité pour la protection des objets du patrimoine culturel du Kouzbass à jour en 2024, 88 objets patrimoniaux culturels, soit 6,43 % des objets classés de l'oblast. Ils se répartissent entre 45 objets d'importance fédérale (dont 37 sites archéologiques), 22 objets d'importance régionale et 21 objets d'importance locale. 

Patrimoine classé :
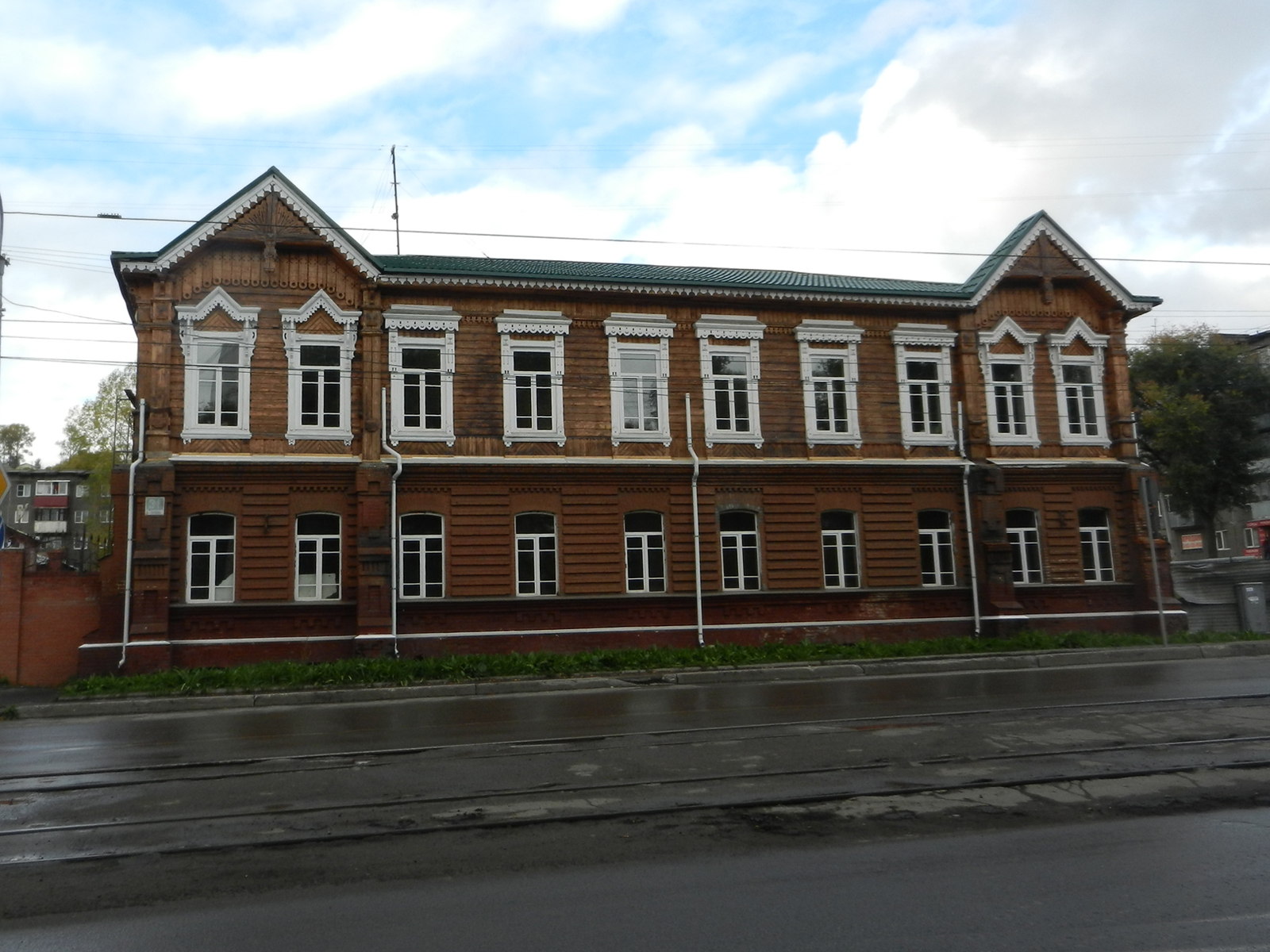
Le 31 de la rue Lénine.
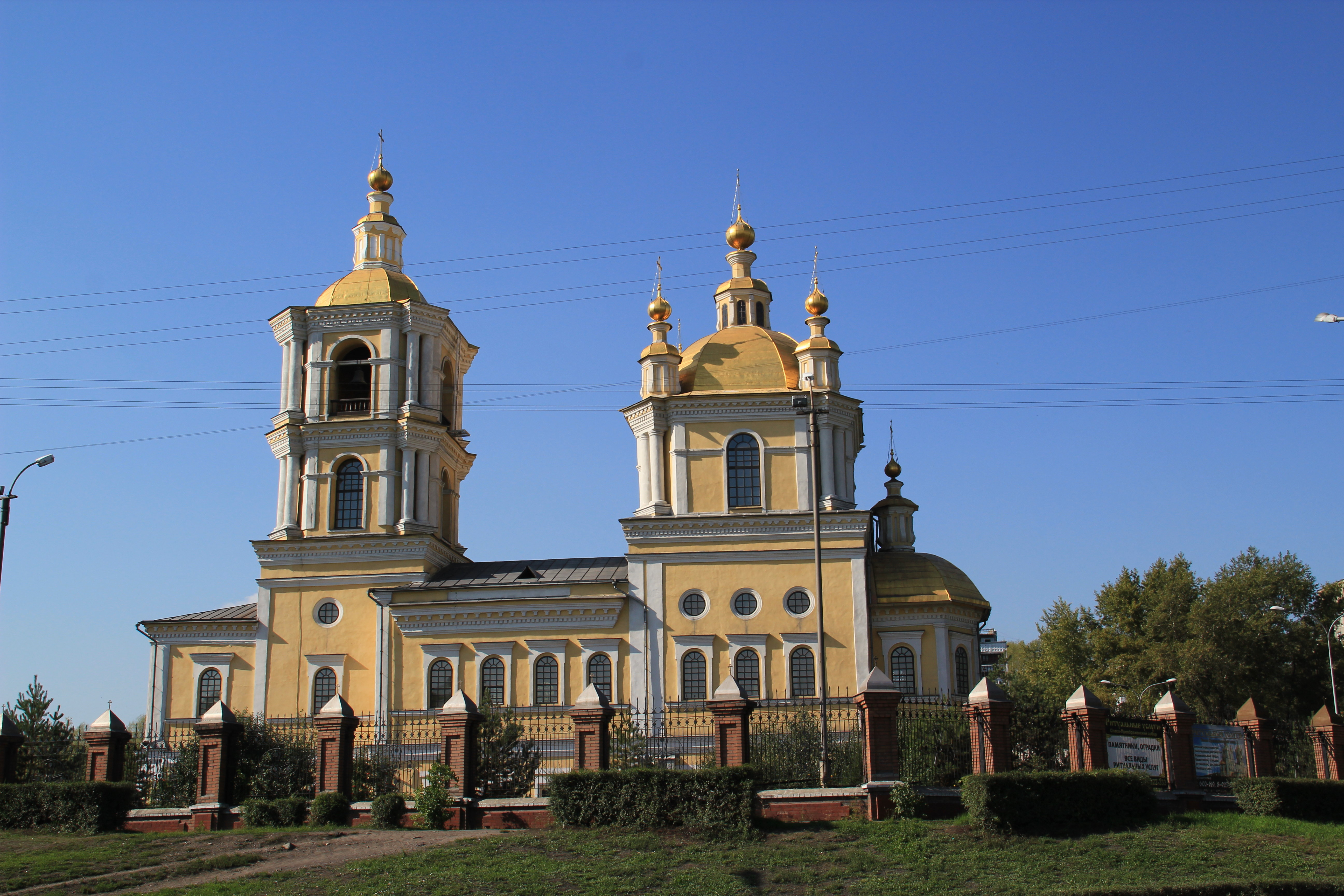
Cathédrale de la Transfiguration-du-Sauveur de Novokouznetsk
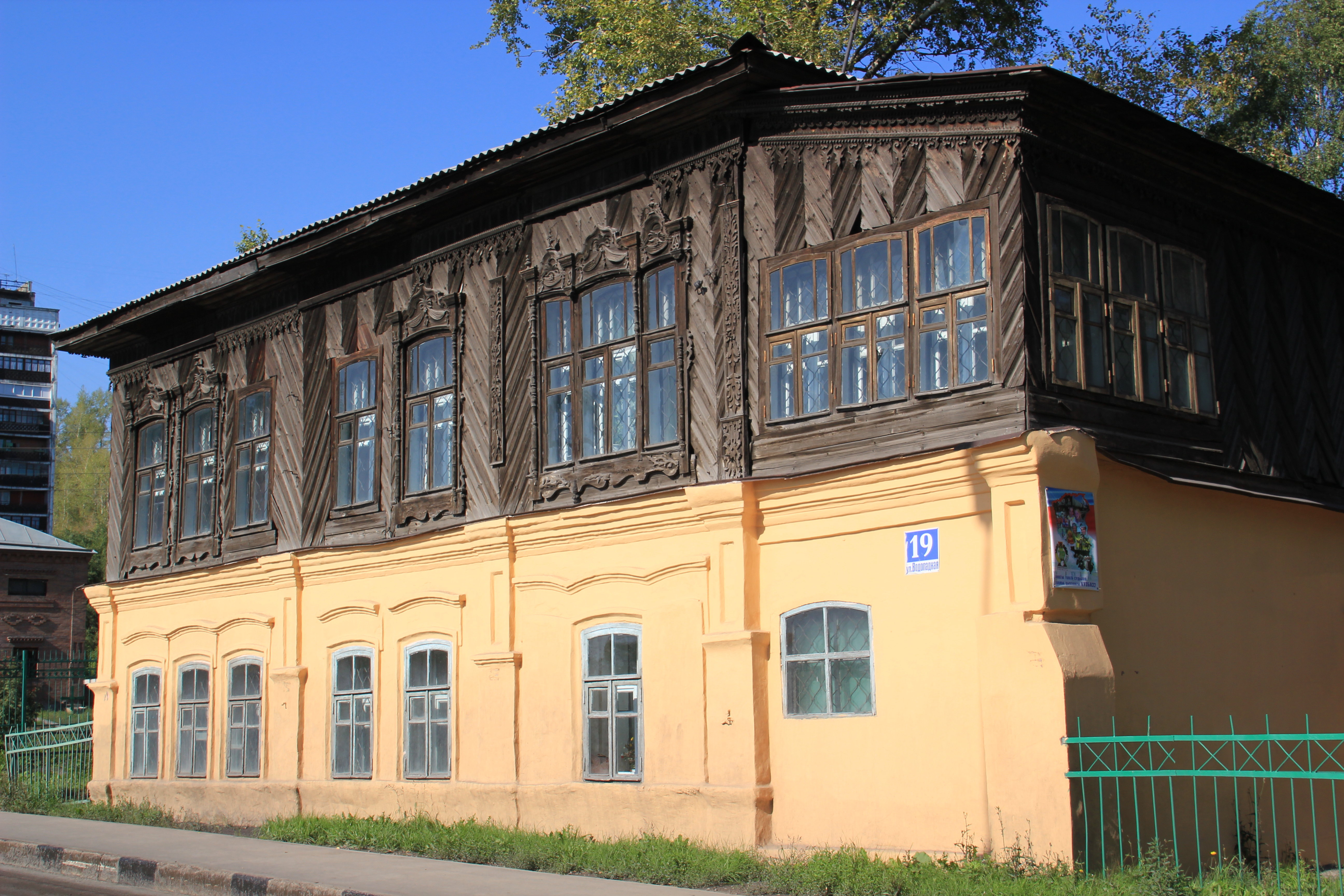
Maison Fonariov.
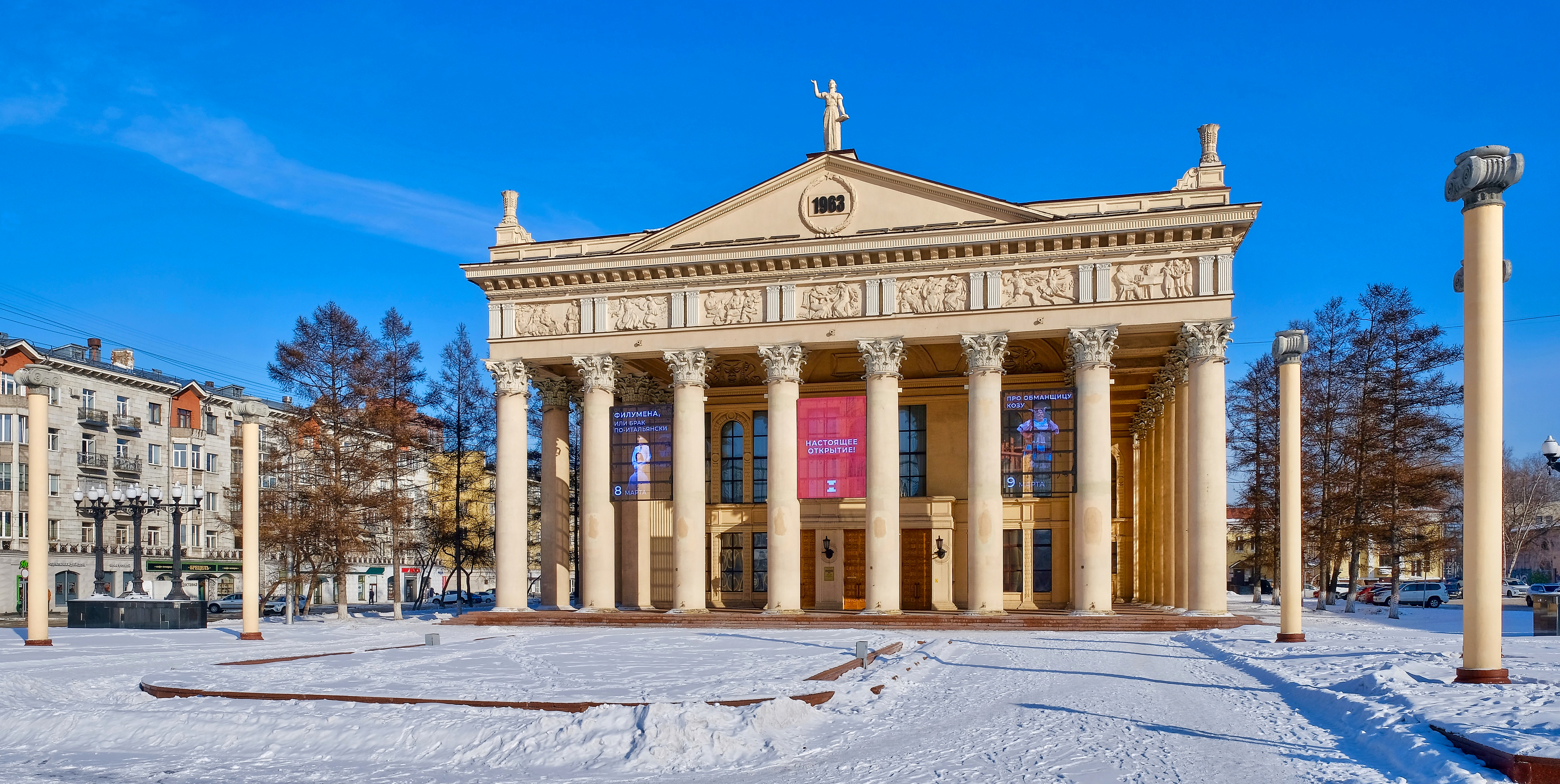
Théâtre dramatique de Novokouznetsk.

### Sites culturels
Novokouzntesk possède plus de 30 organisations culturelles et artistiques de diverses formes de propriété, parmi lesquelles 21 sont des institutions municipales. Chaque année, les institutions culturelles municipales de la ville de Novokuznetsk sont visitées par plus de 500 000 personne, et emploient en 2017 1 698 personnes.
Les musées de la ville sont visités annuellement par 461 380 personnes. En 2017, il possédaient 93 134 objets, dont 16 930 objets exposés.

### Manifestations culturels
La ville accueille chaque année plus de 20 000 événements de différents niveaux, fréquentés par plus de 11 millions de personnes.

### Lieux de cultes

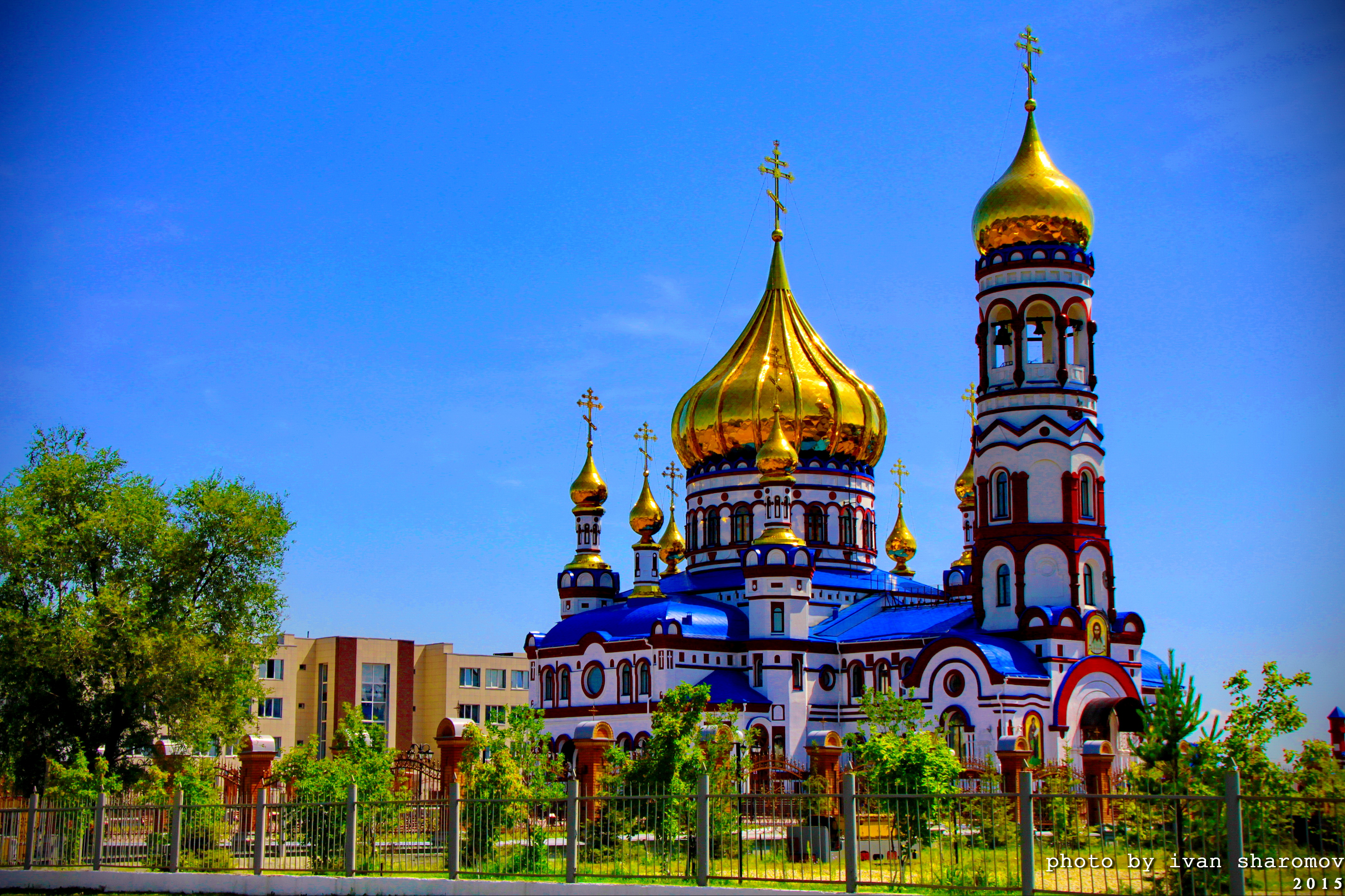
Cathédrale de la Nativité-du-Christ de Novokouznetsk.

- Cathédrale diocésaine de la Transfiguration, siège de l'éparchie de Novokouznetsk de l'Église orthodoxe russe, construite à la fin du XVIIIe siècle ;
- Cathédrale de la Nativité de l'éparchie de Novokouznetsk, consacrée en 2013 ;
- Église Saint-Jean-Chrysostome, église catholique.

### Personnalités liées à la ville
- Kirill Kaprizov (1997-), joueur de hockey sur glace.
- Edouard Zelenine (1938-2002), peintre russe émigré à Paris, est né à Novokouznetsk.
- Elena Kambourova (1940-), chanteuse.
- Gata Kamsky (1974-), joueur d'échecs soviétique puis américain.
- Ksenia Roos (1984-), joueuse d'échec.
- Sergueï Bobrovski (1988-), joueur russe de hockey.
- Valentin Boulgakov (1886-1966), secrétaire particulier de Léon Tolstoï à Iasnaïa Poliana.